# توية (رودبار)
تویة (بالفارسية: تویه) هي مستوطنة تقع في إيران في قسم رودبار الريفي. يقدر عدد سكانها بـ 423 نسمة بحسب إحصاء 2016.